# Bonacini
Bonacini war ein italienischer Hersteller von Automobilen.

## Unternehmensgeschichte
Ciro Bonacini gründete 1898 in Modena das Unternehmen zur Produktion von Automobilen. Im gleichen Jahr endete die Produktion. Insgesamt entstanden nur wenige Fahrzeuge.

## Fahrzeuge
Das einzige Modell war mit einem Einbaumotor von Bolide ausgestattet, der 20 PS leistete. Wie damals üblich, produzierte Bonacini nur das Fahrgestell. Karosseriehersteller fertigten die Karosserie. Im Falle von Bonacini war dies die Carrozzeria Orlandi.